# Zweiter Reichstag in Worms 1192
Der zweite Reichstag in Worms 1192 war eine Reichsversammlung, die Kaiser Heinrich VI. zu Pfingsten 1192 in Worms abhielt. Pfingsten fiel auf den 24. Mai 1192. Es war nach einer ersten Reichsversammlung im Januar die zweite in diesem Jahr, die der Kaiser in Worms abhielt.

## Vorgeschichte
Während der – letztendlich gescheiterten – Belagerung von Neapel im Sommer 1191 durch Kaiser Heinrich VI. hatte Heinrich von Braunschweig das Heeresaufgebot verlassen, nachdem schnell sich ausbreitende Malaria- und Darminfektionen bereits zahlreiche Tote gefordert hatten. Seitens des Kaisers wurde dieses Verhalten als Verstoß Heinrichs von Braunschweig gegen dessen Verpflichtung zur Heerfolge gesehen.
Der Kaiser reiste wahrscheinlich aus Frankfurt am Main nach Worms, wo er die letzte zuvor von ihm unterzeichnete und mit einer Ortsangabe versehene Urkunde am 13. Mai 1192 ausstellte. Anschließend begab er sich nach Gelnhausen, von wo eine nächste, auf den 30. Mai 1192 datierte Urkunde, erhalten ist.

## Inhalt
Die Quellen zu der Reichsversammlung sind spärlich – vor allem sind Urkunden nicht erhalten, die dort ausgestellt wurden und deren Zeugenlisten belegen könnten, wer teilnahm. Darstellungen in der Literatur sind deshalb ebenfalls sehr knapp gehalten.
Die Versammlung verhängte die Reichsacht über Heinrich von Braunschweig. Dass dies erst fast ein Jahr nach dem ausschlaggebenden Ereignis erfolgte, lag sowohl daran, dass der Kaiser erst kurz vor dem Jahreswechsel aus Italien zurückgekehrt war, als auch an den erforderlichen – gegebenenfalls mehrmaligen – Ladungen und dabei einzuhaltenden Fristen, bevor eine Reichsacht verhängt werden konnte.
Weitere Ereignisse dieser Reichsversammlung waren:
- die Belehnung Herzog Leopolds von Österreich mit dem Herzogtum Steyer.[6]
- angeblich die Schwertleite Herzog Konrads II. von Schwaben[6], eines Bruders des Kaisers.[Anm. 3]
- die Schwertleite Herzog Ludwigs von Bayern.[6]

Neben den bereits Genannten nahm auch Erzbischof Johann I. von Trier an der Reichsversammlung teil.